# Муниципальное образование «Новая-Ида»
Муниципальное образование «Новая Ида» — муниципальное образование со статусом сельского поселения в 
Боханском районе Иркутской области России. Административный центр — Новая Ида.

## Население
| 2010  | 2011  | 2012  | 2013  | 2014  | 2015  | 2016  |
| ----- | ----- | ----- | ----- | ----- | ----- | ----- |
| 1723  | ↗1724 | ↗1733 | ↘1715 | ↘1679 | ↗1689 | ↗1693 |
| 2017  |       |       |       |       |       |       |
| ↘1691 |       |       |       |       |       |       |

По результатам Всероссийской переписи населения 2010 года 
численность населения муниципального образования составила 1723 человека.

## Населённые пункты
В состав муниципального образования входят населённые пункты
- Новая Ида
- Булык
- Гречехан
- Заглик
- Усть-Тараса
- Хандагай[9]